# Сімона Радіш
Сімона Радіш (рум. Simona Radiș, нар. 5 квітня 1999) — румунська веслувальниця, олімпійська чемпіонка 2020 та 2024 років, чемпіонка світу та Європи.

## Виступи на Олімпіадах
| Олімпіада  | Дисципліна   | Місце |
| ---------- | ------------ | ----- |
| Токіо 2020 | парні двійки | 1     |
| Париж 2024 | парні двійки | 2     |
| Париж 2024 | вісімки      | 1     |

## Зовнішні посилання
- Профіль на сайті FISA.